# Hamilton (Nový Zéland)
Hamilton (maorsky: Kirikiriroa) je hlavní město regionu Waikato a s počtem 153 100 obyvatel (2014) čtvrté největší město Nového Zélandu.

## Historie

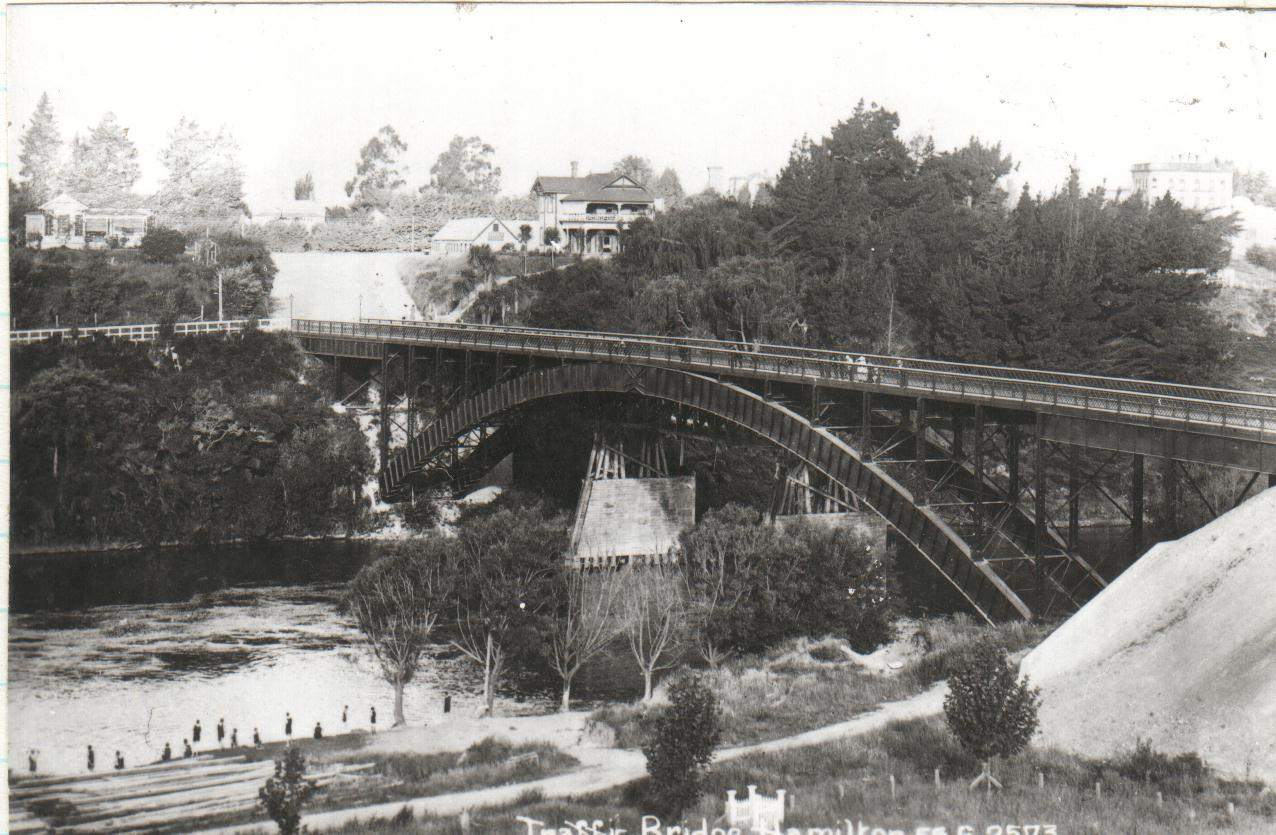
Victoria Bridge v roce 1910.

Na území dnešního města se původně nacházelo několik maorských vesnic (kāinga), mezi nimi Pukete, Miropiko a Kirikiriroa („dlouhý úsek štěrku“). Od posledně jmenované vesnice získalo město své dnešní maorské jméno. Místní Maorové byli během mušketových válek terčem nájezdů kmene Ngāpuhi. Z této doby se podél řeky Waikato dochovaly pozůstatky několika opevněných sídlišť (pā). První křesťanští misionáři dorazili do oblasti ve 30. letech 19. století. Odhaduje se, že v Kirikiriroe žilo před válkou z let 1863–1864 zhruba 80 obyvatel. Celý region Waikato měl v té době zhruba 3400 obyvatel (Maorů). Když v roce 1863 do oblasti dorazili evropští osadníci, většina vesnic byla opuštěná, když obyvatelé odešli bojovat s rebely z hnutí Kingitanga („Královské hnutí“) do oblasti horního toku řeky Waipo dále na západ. Na konci Waikatské kampaně (součást válek mezi domorodými Maory a britskými kolonizátory) byly v oblasti rozmístěny jako „mírová síla“ čtyři pluky Waikatské milice. 1. pluk sídlil v Tauranze, 2. pluk v Pirongii, 3. pluk v Cambridge a 4. pluk v Kirikiriroe. Britská osada byla založena 24. srpna 1864. Plukovník William Moule jí pojmenoval Hamilton na počest kapitána Johna Fanea Charlese Hamiltona, populárního skotského velitele lodi HMS Esk, který byl zabit v bitvě o Gate Pā během Taurangské kampaně. Mnoho vojáků/osadníků, kteří se po válkách let 1863–1864 v oblasti hodlali usadit, oblast během několika následujících let opět opustili, když byli zklamáni nízkou kvalitou zdejší půdy. Velké plochy byly močálovité nebo pod vodou. Zatímco v roce 1864 činila populace Hamiltonu kolem 1000 osob, v roce 1868 klesla na pouhých 300 osob.
Silnice z Aucklandu byla dovedena do Hamiltonu v roce 1867, železnice pak v prosinci 1877. Ve stejný měsíc došlo ke spojení sídel Hamilton West a Hamilton East (na opačných březích řeky Waikato) do jednoho správního celku. První most mezi oběma sídly byl otevřen v roce 1879, nesl jméno Union Bridge. V roce 1910 byl nahrazen mostem Victoria Bridge.

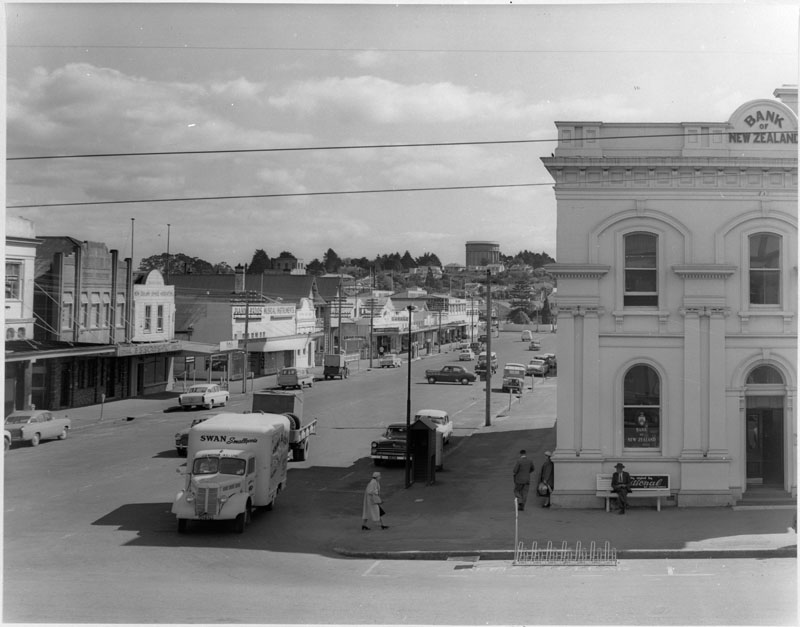
Hood Street v roce 1962.

První železniční most, Claudelands Bridge, byl otevřen v roce 1884. V roce 1965 byl přeměněn na silniční most. V roce 1917 S Hamiltonem splynula vesnice Franklin. Mezi lety 1912 a 1936 se Hamilton rozšířil o oblasti Claudelands (1912), Maeroa (1925), Richmond – území dnešní Waikato Hospital (Waikatské nemocnice) a severní Melville (1936). V roce 1945 Hamilton získal status města.
Město se rozkládá na nejjižnější hranici splavnosti (čluny osadníků) řeky Waikato (řeka teče od jihu na sever), uprostřed oblasti novozélandské nejúrodnější a nyní plodné zemědělské půdy, která kdysi byla převážně močálem.
Dne 10. března 2013 byla ve městě vztyčena socha na počest kapitána Johna Fanea Charlese Hamiltona, po kterém město dostalo jméno. Během celosvětové vlny protestů po smrti George Floyda byla socha na popud maorských a antirasistických aktivistů 12. června 2020 odstraněna.

## Demografický vývoj
| Rok  | Obyvatelé |
| ---- | --------- |
| 1878 | 1 243     |
| 1886 | 1 201     |
| 1901 | 1 253     |
| 1906 | 2 150     |
| 1911 | 4 655     |
| 1916 | 5 677     |
| 1921 | 11 441    |
| 1926 | 13 980    |
| 1931 | 15 400    |
| 1936 | 16 150    |
| 1945 | 21 982    |
| 1951 | 29 838    |
| 1956 | 35 941    |
| 1961 | 42 212    |
| 1966 | 63 000    |
| 1971 | 74 784    |
| 1976 | 87 968    |
| 1981 | 91 109    |
| 1986 | 94 511    |
| 1991 | 101 448   |
| 1996 | 109 043   |
| 2001 | 116 604   |
| 2006 | 129 249   |
| 2013 | 141 615   |

## Partnerská města
- Sacramento, USA
- Saitama, Japonsko
- Wu-si, Čína
- Chillán, Chile